# Idiossincrasia
Idiossincrasia (do grego ἰδιοσυγκρασία, “temperamento peculiar”, composto de ἴδιος [“peculiar”] e σύγκρασις [“mistura”]) é uma característica comportamental ou estrutural peculiar a um indivíduo ou grupo.
O termo também pode ser aplicado para símbolos. Símbolos idiossincrásicos são símbolos que podem significar alguma coisa para uma pessoa em particular, como uma lâmina pode significar guerra para alguém, mas para outro ela poderia simbolizar o sacramento de um cavaleiro.
Pelo mesmo princípio, linguistas preconizam que palavras não são apenas arbitrárias, mas também importantes sinais idiossincrásicos.

## Idiossincrasia na medicina
Idiossincrasia define o modo como os médicos definiam as doenças no século XIX. Eles consideravam cada doença como uma condição única, relacionada com cada paciente. Essa ideia começou a mudar a partir de meados de 1870, com as descobertas feitas por pesquisadores europeus que permitiram o avanço da 'medicina científica', um precursor para a Medicina baseada em evidências, que é o padrão praticado atualmente.
Em medicina contemporânea (considerando o ano de 2006), o termo denota uma hipersensibilidade não imunológica para uma substância, sem conexão com toxicidade farmacológica, ou seja, é um efeito independente de dose tóxica. Idiossincrático reforça o fato que outros indivíduos reagiriam de modo diferente, ou não reagiriam, e que a reação é individual e baseada em uma condição específica daquele que sofreu a reação. Mais comumente, isto é causado por uma patologia enzimática, congênita ou adquirida, na qual as substâncias não são processadas adequadamente no organismo, causando sintomas como acúmulo ou bloqueio do processo de outras substâncias. Uma idiossincrasia causadora de sintomas como alergia é denominada pseudoanafilaxia.
Na psiquiatria, o termo se refere a uma condição mental única e específica de um paciente, frequentemente acompanhada por neologismos.
Na psicanálise e no estudo sobre comportamento, o termo é usado para se referir ao modo como indivíduos reagem, percebem e experimentam uma situação comum: um certo prato feito de peixe pode trazer memórias nostálgicas em uma pessoa e reações de desgosto para outra. Essas reações são denominadas idiossincrásicas.

## Idiossincrasia na economia
Na teoria do portfólio, riscos de mudanças de preços devido a circunstâncias especiais em casos específicos, contrários em mercados comuns, são descritos como riscos idiossincráticos. Esse risco pode ser virtualmente eliminado através da diversificação em um portfólio. É também chamado de risco não-sistemático ou específico.

## Idiossincrasia na religião
Entre os religiosos, idiossincrasia significa o comportamento diferente do usual, diferente daquele que geralmente é visto como comum, todavia também como comportamento social diverso que podemos ver nas variedades de cultos.

## Idiossincrasia na história
Durante muito tempo, sob a influência do positivismo, a História estava totalmente vinculada aos grandes homens, heróis da nação ou de um determinado povo; nos textos historiográficos era evidente a ligação entre os fatos e as transformações sociais com uma determinada pessoa (grande líder, militar, político ou religioso). Porém, com o advento de outras escolas ou linhas da História, verifica-se que o herói é uma construção ideológica, que há um grande número de intrincados processos e acontecimentos na História. Portanto, o antigo "herói" ou grande personagem deve ser observado e estudado no foco do conceito da idiossincrasia, logicamente dentro dos processos de acontecimentos sociais que estão a sua volta.